# Reg Butler
Reginald Cotterell Butler (28. dubna 1913, Buntingford, Hertfordshire – 23. října 1981, Berkhamsted, Hertfordshire) byl britský sochař.

## Život
Studoval v letech 1937–1939 architekturu na Architectural Association School of Architecture v Londýně. Byl z důvodu svědomí odpůrcem války a proto byl z armády propuštěn za podmínky, že zřídí malou kovářskou dílnu pro opravy zemědělského náčiní. V této dílně v Iping v Západním Sussexu začal svařovat své první sochy roku 1944.
Koncem války se vrátil k práci architekta a zároveň začal navštěvovat kursy umění na Heatherley School of Fine Art. Roku 1949 měl první samostatnou výstavu v Hanover gallery v Londýně.
V letech 1950–53 pokračoval ve studiu jako stipendista (Gregory Fellowship) na Leeds University a přešel od svařovaných plastik k modelaci v hlíně, sádře a vosku a odlévání do bronzu. Zároveň působil zprvu jako hostující pedagog a posléze jako vedoucí sochařského ateliéru na Slade School of Art v Londýně.
V letech 1952 a 1954 se zúčastnil Bienále v Benátkách. Roku 1953 zvítězil se svým návrhem pro Památník neznámému politickému vězni a v soutěži porazil slavná jména, jako Alexander Calder, Naum Gabo nebo Barbara Hepworth. Soutěž financoval anonymní americký sponzor a organizoval Institute of Contemporary Arts. Socha nebyla nikdy realizována, ale ze získané odměny si Butler koupil dům v Berkhamsted, kde žil až do své smrti. Následujícího roku se zúčastnil výstavy Documenta I v Kasselu a stal se jedním z nejznámějších sochařů 50. a 60. let.
Jeho přednášky vyjadřující neortodoxní pohled na výuku umění (Creative Development) vyšly knižně roku 1962. Roku 1964 byl uveden v dokumentárním filmu 5 britských sochařů amerického režiséra Warren Forma.
Po roce 1963 dlouho nevystavoval, protože jeho figurativní tvorba neobstála v očích kritiků ve srovnání s abstraktními díly jeho současníků. Zároveň přešel k náročnějším technikám odlévání do pryskyřice a na jednotlivých sochách pracoval i několik let.
Zemřel 23. října 1981 v Berkhamsted ve věku 68 let.

## Dílo

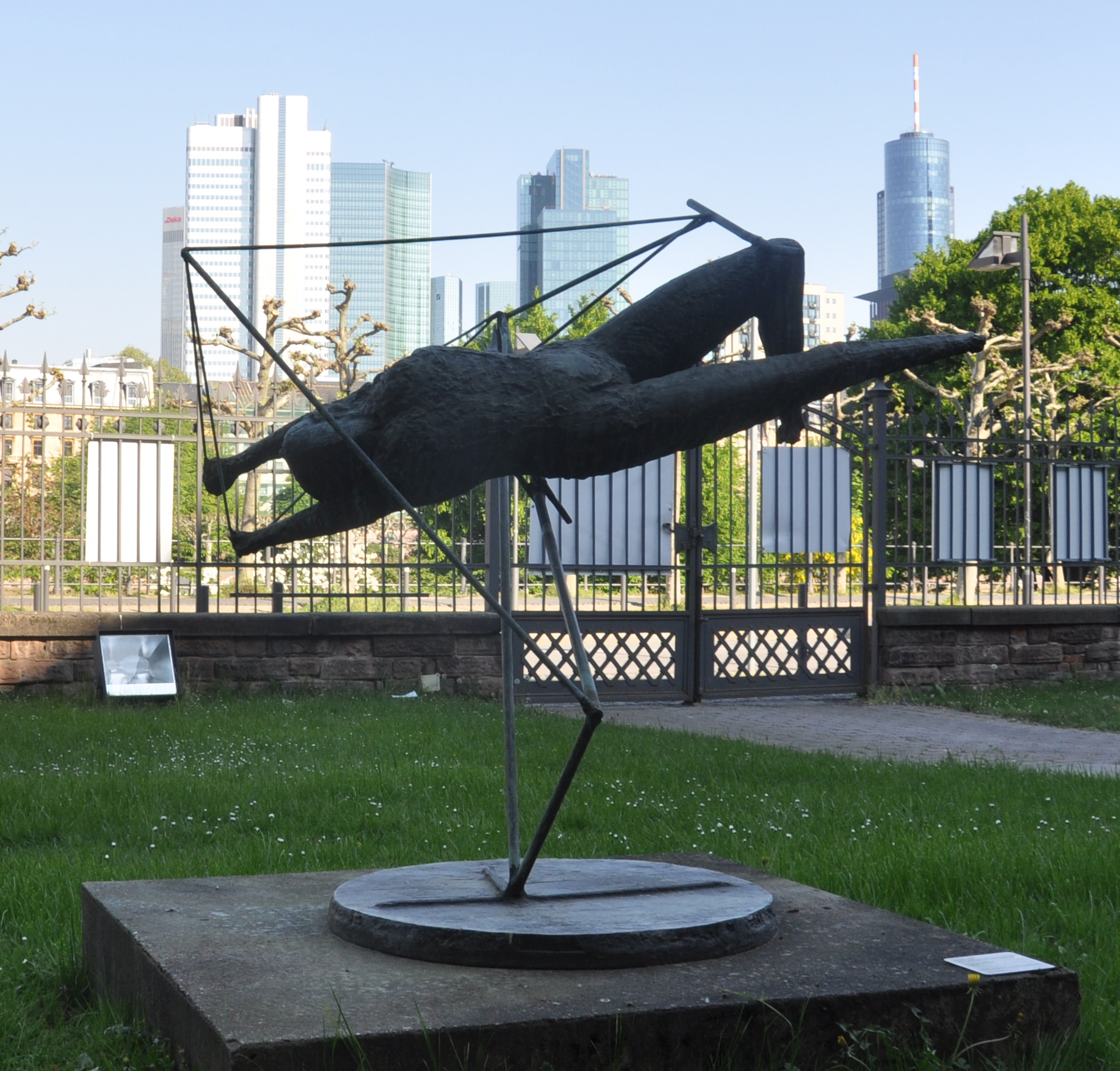
Woman in Space, Frankfurt

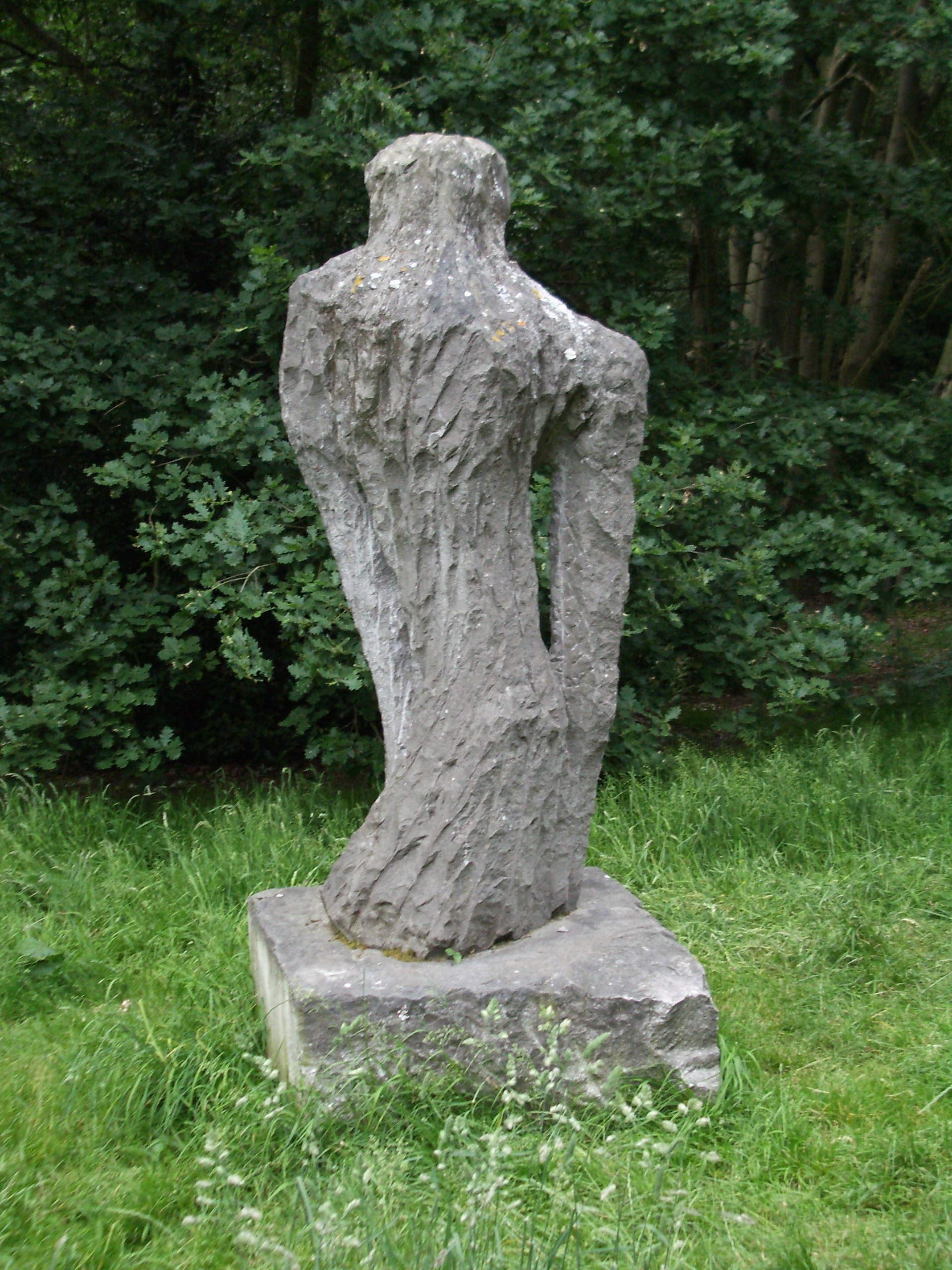
nepojmenovaná socha R. Butlera, Kenwood House

Počátky jeho sochařské tvorby ovlivnila jeho designérská praxe před válkou (London Brick Company), válečné zkušenosti při zpracování železa v kovářské dílně a poválečná jednoletá práce asistenta u Henry Moorea (1947).
Jeho první plastiky jsou komorní subtilní figury z kovaných a svařovaných drátů (Crouching woman, 1948, Study for Woman Resting, 1950, Woman standing, 1952) nebo záhadná odlidštěná stvoření s hmyzím tělem připomínající autorovi enigmatické objekty vysílačů a radarů, které byly na pobřeží Británie instalovány během války (Woman, 1949). Stejné objekty byly také inspiraci pro návrh Pomníku neznámému politickému vězni (1953).
Později se autor snaží figury odpoutat od země a navodit dojem vznášení v prostoru tím, že křehká těla odlitá v tenké vrstvě bronzu jsou připevněna v pevném rastru svařeném z drátů (Woman in Space, 1963). Současně s přechodem k modelaci v hlíně a sádře se autor nadále věnuje ženskému aktu.
Jeho první figurální plastiky nestojí na zemi, ale balancují na tenkých kovových tyčích (Girl, 1953, Ophelia, 1955). Kritizoval „neo-primitivizmus“ a příklon moderního sochařství k plastikám dávno zaniklých civilizací a zároveň je frustrován „neživotností“ bronzu, do kterého odlévá sochy. V 60. a 70. letech se Butler věnoval kresbě a grafice a v sochařských dílech se postupně posunul až k realismu. Postavy ztvárňuje často v erotických nebo nezvyklých a obtížných pózách nejprve ve vosku, odlévá je do pryskyřice a bronzu a koloruje, doplňuje pravými lidskými vlasy (Girl on a Round Base, 1968–72).

## Výstavy (výběr)
- 1949 Hanover Gallery
- 1951 Festival of Britain
- 1952 & 1954 Venice Biennale
- 1955 Museum of Modern Art New York, “The New Decade” Exhibition
- 1957 Sao Paulo Biennale
- 1959 Pierre Martine Gallery New York
- 1963 A Retrospective Exhibition J.B, Speed Art Museum Louiseville (KY)
- 1973 Sculpture & Drawings 1968-1972, Pierre Matisse Gallery N.Y.
- 1983 Retrospective Exhibition, Tate Gallery

## Zastoupení ve sbírkách (výběr)
- Tate Gallery, Londýn
- Britské muzeum, Londýn
- Muzeum moderního umění, New York
- Sbírka Peggy Guggenheimové, Benátky
- Smithsonian Institution, Washington
- Hakone Open Air Museum, Japonsko
- Kenwood House, Londýn
- Museum of Fine Arts (Boston)
- Hirshorn Museum & Sculpture Garden, Washington D.C.
- National Museum of Scotland
- National Museum of Wales
- National Portrait Gallery (Londýn)